# René Malbrant
René Malbrant, né le 8 mars 1903 à Dangé (Vienne) et décédé le 25 novembre 1961 à Paris 16e, est un vétérinaire et homme politique français.

## Biographie
Il est de profession docteur vétérinaire, chef du service zootechnique du Tchad.
Il est élu député à l'Assemblée nationale française de 1945 à 1959.